# Palmarés da Tabriz Petrochemical
A equipa ciclista profissional iraniana Tabriz Petrochemical Team, tem tido nos últimos anos as seguintes vitórias:

## Tabriz Petrochemical

### 2008

#### Circuitos Continentais UCI
| Datas           | Carreiras                                        | Ganhador                  |
| 12 de janeiro   | 6ª etapa da Jelajah Malaysia                     | Hossein Askari            |
| 21 de fevereiro | 1ª etapa do UAE International Emirates Post Tour | Hossein Nateghi           |
| 22 de fevereiro | 2ª etapa do UAE International Emirates Post Tour | Hossein Nateghi           |
| 24 de fevereiro | Geral do UAE International Emirates Post Tour    | Hossein Askari            |
| 3 de março      | 1ª etapa do Taftan Tour                          | Hossein Nateghi           |
| 4 de março      | 2ª etapa do Taftan Tour                          | Hossein Nateghi           |
| 7 de março      | 5ª etapa do Taftan Tour                          | Behnam Khosroshahi        |
| 7 de março      | Geral do Taftan Tour                             | Hossein Nateghi           |
| 4 de abril      | 4ª etapa do Tour do Leste de Java                | Ghader Mizbani            |
| 6 de abril      | Geral do Tour do Leste de Java                   | Ghader Mizbani            |
| 12 de maio      | 4ª etapa do President Tour of Iran               | Ahad Kazemi               |
| 13 de maio      | 5ª etapa do President Tour of Iran               | Ghader Mizbani            |
| 13 de maio      | Geral do President Tour of Iran                  | Ahad Kazemi               |
| 21 de maio      | Prologo do Tour do Azerbaijão                    | Ghader Mizbani            |
| 24 de maio      | 3ª etapa do Tour do Azerbaijão                   | Ghader Mizbani            |
| 25 de maio      | 5ª etapa do Tour do Azerbaijão                   | Behnam Khalilikhosroshahi |
| 28 de maio      | 7ª etapa do Tour do Azerbaijão                   | Hossein Askari            |
| 29 de maio      | 8ª etapa do Tour do Azerbaijão                   | Hamid Shiri               |
| 29 de maio      | Geral do Tour do Azerbaijão                      | Hossein Askari            |
| 1 de setembro   | 1ª etapa do Tour da Tailândia                    | Hossein Nateghi           |
| 4 de setembro   | 4ª etapa do Tour da Tailândia                    | Hossein Nateghi           |
| 5 de outubro    | 2ª etapa do Tour de Milad du Nour                | Ahad Kazemi               |
| 6 de outubro    | 3ª etapa do Tour de Milad du Nour                | Behnam Khalilikhosroshahi |
| 8 de outubro    | Geral do Tour de Milad du Nour                   | Ahad Kazemi               |
| 14 de outubro   | 3ª etapa do Kerman Tour (CRE)                    | Tabriz Petrochemical Team |
| 15 de outubro   | 4ª etapa do Kerman Tour                          | Behnam Khalilikhosroshahi |
| 16 de outubro   | 5ª etapa do Kerman Tour                          | Hossein Nateghi           |
| 16 de outubro   | Geral do Kerman Tour                             | Ghader Mizbani            |
| 25 de novembro  | 3ª etapa do Tour da Indonésia                    | Hossein Jahabanian        |
| 27 de novembro  | 5ª etapa do Tour da Indonésia                    | Ghader Mizbani            |
| 3 de dezembro   | 10ª etapa do Tour da Indonésia                   | Ghader Mizbani            |
| 5 de dezembro   | Geral do Tour da Indonésia                       | Ghader Mizbani            |

#### Campeonatos nacionais
| Datas       | Carreiras                            | Ganhador       |
| 14 de junho | Campeonato do Irão de contrarrelógio | Hossein Askari |
| 15 de junho | Campeonato do Irão em estrada        | Ghader Mizbani |

## Petrochemical Tabriz Cycling Team

### 2009

#### Circuitos Continentais UCI
| Datas          | Carreiras                           | Ganhador                          |
| 20 de abril    | 2ª etapa da Jelajah Malaysia        | Mahdi Sohrabi                     |
| 2 de maio      | 3ª etapa do Tour de Singkarak       | Ghader Mizbani                    |
| 3 de maio      | Geral do Tour de Singkarak          | Ghader Mizbani                    |
| 11 de maio     | 1ª etapa do Tour do Irão            | Hossein Askari                    |
| 13 de maio     | 3ª etapa do Tour do Irão            | Ghader Mizbani                    |
| 15 de maio     | Geral do Tour do Irão               | Ghader Mizbani                    |
| 17 de julho    | Prologo da Volta ao Lago Qinghai    | Andrey Mizourov                   |
| 20 de julho    | 3ª etapa da Volta ao Lago Qinghai   | Ghader Mizbani                    |
| 25 de julho    | 8ª etapa da Volta ao Lago Qinghai   | Ghader Mizbani                    |
| 26 de julho    | Geral da Volta ao Lago Qinghai      | Andrey Mizourov                   |
| 9 de agosto    | 2ª etapa do Tour do Leste de Java   | Andrey Mizourov                   |
| 10 de agosto   | Geral do Tour do Leste de Java      | Andrey Mizourov                   |
| 5 de outubro   | 1ª etapa do Tour de Milad du Nour   | Arvin Moazzemi                    |
| 6 de outubro   | 2ª etapa do Tour de Milad du Nour   | Mahdi Sohrabi                     |
| 7 de outubro   | 3ª etapa do Tour de Milad du Nour   | Samad Poor Seiedi                 |
| 8 de outubro   | 4ª etapa do Tour de Milad du Nour   | Mahdi Sohrabi                     |
| 9 de outubro   | Geral do Tour de Milad du Nour      | Mahdi Sohrabi                     |
| 16 de outubro  | 2ª etapa do Tour do Azerbaijão      | Ahad Kazemi                       |
| 18 de outubro  | 4ª etapa do Tour do Azerbaijão      | Mahdi Sohrabi                     |
| 19 de outubro  | 5ª etapa do Tour do Azerbaijão      | Ghader Mizbani                    |
| 20 de outubro  | Geral do Tour do Azerbaijão         | Ahad Kazemi                       |
| 22 de novembro | 1ª etapa do Tour da Indonésia (CRE) | Tabriz Petrochemical Cycling Team |
| 25 de novembro | 4ª etapa do Tour da Indonésia       | Ghader Mizbani                    |
| 28 de novembro | 6ª etapa do Tour da Indonésia       | Mahdi Sohrabi                     |
| 2 de dezembro  | Geral do Tour da Indonésia          | Mahdi Sohrabi                     |

#### Campeonatos nacionais
| Datas       | Carreiras                                   | Ganhador        |
| 20 de junho | Campeonato do Irão de contrarrelógio        | Mahdi Sohrabi   |
| 26 de junho | Campeonato do Cazaquistão de contrarrelógio | Andrey Mizourov |

## Tabriz Petrochemical Cycling Team

### 2010

#### Circuitos Continentais UCI
| Datas       | Carreiras                                 | Ganhador                          |
| 3 de maio   | 1ª etapa do Tour do Azerbaijão            | Ghader Mizbani                    |
| 5 de maio   | 3ª etapa do Tour do Azerbaijão            | Andrey Mizourov                   |
| 7 de maio   | 5ª etapa do Tour do Azerbaijão            | Ghader Mizbani                    |
| 8 de maio   | 6ª etapa do Tour do Azerbaijão            | Ghader Mizbani                    |
| 8 de maio   | Geral do Tour do Azerbaijão               | Ghader Mizbani                    |
| 12 de maio  | 1ª etapa do International Presidency Tour | Tobias Erler                      |
| 13 de maio  | 2ª etapa do International Presidency Tour | Tobias Erler                      |
| 14 de maio  | 3ª etapa do International Presidency Tour | Hossein Askari                    |
| 15 de maio  | Geral do International Presidency Tour    | Hossein Askari                    |
| 30 de maio  | Geral do Tour de Kumano                   | Andrey Mizourov                   |
| 2 de junho  | 1ª etapa do Tour de Singkarak (CRE)       | Tabriz Petrochemical Cycling Team |
| 3 de junho  | 3ª etapa do Tour de Singkarak             | Ghader Mizbani                    |
| 6 de junho  | 6ª etapa do Tour de Singkarak             | Mahdi Sohrabi                     |
| 6 de junho  | Geral do Tour de Singkarak                | Ghader Mizbani                    |
| 18 de junho | 1ª etapa do Tour do Leste de Java         | Hossein Alizadeh                  |
| 20 de junho | Geral do Tour do Leste de Java            | Hossein Alizadeh                  |
| 9 de julho  | 3ª etapa do Tour de Milad du Nour         | Ebrahim Javani                    |
| 19 de julho | 3ª etapa da Volta ao Lago Qinghai         | Ghader Mizbani                    |
| 22 de julho | 6ª etapa da Volta ao Lago Qinghai         | Mahdi Sohrabi                     |
| 25 de julho | 9ª etapa da Volta ao Lago Qinghai         | Mahdi Sohrabi                     |
| 25 de julho | Geral da Volta ao Lago Qinghai            | Hossein Askari                    |

#### Campeonatos nacionais
| Datas       | Carreiras                                   | Ganhador        |
| 23 de junho | Campeonato do Cazaquistão de contrarrelógio | Andrey Mizourov |
| 26 de junho | Campeonato do Irão de contrarrelógio        | Hossein Askari  |
| 27 de junho | Campeonato do Irão em estrada               | Mahdi Sohrabi   |

## Tabriz Petrochemical Team

### 2011

#### Circuitos Continentais UCI
| Datas           | Carreiras                                 | Ganhador             |
| 31 de janeiro   | 9ª etapa do Tour de Langkawi              | Boris Shpilevsky     |
| 24 de fevereiro | 1ª etapa do Kerman Tour                   | Mahdi Sohrabi        |
| 25 de fevereiro | 2ª etapa do Kerman Tour                   | Mahdi Sohrabi        |
| 26 de fevereiro | 3ª etapa do Kerman Tour                   | Mahdi Sohrabi        |
| 27 de fevereiro | 4ª etapa do Kerman Tour                   | Mahdi Sohrabi        |
| 28 de fevereiro | 5ª etapa do Kerman Tour                   | Mahdi Sohrabi        |
| 28 de fevereiro | Geral do Kerman Tour                      | Mahdi Sohrabi        |
| 8 de março      | 1ª etapa da Jelajah Malaysia              | Mahdi Sohrabi        |
| 13 de março     | 6ª etapa da Jelajah Malaysia              | Mahdi Sohrabi        |
| 13 de março     | Geral da Jelajah Malaysia                 | Mahdi Sohrabi        |
| 21 de março     | 2ª etapa do Tour de Taiwan                | Mahdi Sohrabi        |
| 22 de março     | 3ª etapa do Tour de Taiwan                | Markus Eibegger      |
| 28 de março     | Geral do Tour de Taiwan                   | Markus Eibegger      |
| 1 de abril      | Prologo do Tour de Tailândia              | Tobias Erler         |
| 6 de abril      | Geral do Tour de Tailândia                | Tobias Erler         |
| 15 de abril     | 1ª etapa do Tour de Coreia                | Tobias Erler         |
| 23 de abril     | 8ª etapa do Tour de Coreia                | Tobias Erler         |
| 15 de maio      | 2ª etapa do Tour do Azerbaijão (CRE)      | Tabriz Petrochemical |
| 18 de maio      | Geral do Tour do Azerbaijão               | Mahdi Sohrabi        |
| 28 de maio      | 4ª etapa do International Presidency Tour | Mahdi Sohrabi        |
| 8 de julho      | 7ª etapa da Volta ao Lago Qinghai         | Mahdi Sohrabi        |
| 1 de setembro   | Prologo do Tour de Milad du Nour          | Hamed Jannat         |
| 2 de setembro   | 1ª etapa do Tour de Milad du Nour         | Ghader Mizbani       |
| 5 de setembro   | Geral do Tour de Milad du Nour            | Ghader Mizbani       |
| 11 de setembro  | 5ª etapa do Tour de Brunéi                | Ramin Maleki         |
| 14 de setembro  | 4ª etapa do Tour da China                 | Boris Shpilevsky     |
| 15 de setembro  | 5ª etapa do Tour da China                 | Boris Shpilevsky     |
| 16 de setembro  | 6ª etapa do Tour da China                 | Boris Shpilevsky     |
| 16 de setembro  | 7ª etapa do Tour da China                 | Boris Shpilevsky     |
| 24 de setembro  | 1ª etapa do Tour do Leste de Java         | Boris Shpilevsky     |
| 25 de setembro  | Geral do Tour do Leste de Java            | Hossein Jahabanian   |
| 1 de novembro   | 1ª etapa do Tour do Lago Taihu            | Boris Shpilevsky     |
| 5 de novembro   | 5ª etapa do Tour do Lago Taihu            | Boris Shpilevsky     |
| 5 de novembro   | Geral do Tour do Lago Taihu               | Boris Shpilevsky     |

#### Campeonatos nacionais
| Datas       | Carreiras                            | Ganhador       |
| 23 de junho | Campeonato do Irão de contrarrelógio | Hossein Askari |

### 2012

#### Circuitos Continentais UCI
| Datas          | Carreiras                         | Ganhador         |
| 1 de julho     | 3ª etapa da Volta ao Lago Qinghai | Hossein Alizadeh |
| 12 de julho    | Geral da Volta ao Lago Qinghai    | Hossein Alizadeh |
| 30 de agosto   | 2ª etapa do Tour do Leste de Java | Hossein Nateghi  |
| 27 de setembro | 2ª etapa do Tour de Brunéi        | Hossein Alizadeh |
| 28 de setembro | 3ª etapa do Tour de Brunéi        | Hossein Alizadeh |
| 30 de setembro | Geral do Tour de Brunéi           | Hossein Alizadeh |

#### Campeonatos nacionais
| Datas       | Carreiras                     | Ganhador         |
| 21 de junho | Campeonato do Irão em estrada | Hossein Alizadeh |

### 2013

#### Circuitos Continentais UCI
| Datas         | Circuito                   | Carreiras                         | Ganhador            |
| 15 de abril   | UCI Asia Tour de 2012-2013 | 3ª etapa do Tour das Filipinas    | Mahdi Sohrabi       |
| 16 de abril   | UCI Asia Tour de 2012-2013 | 4ª etapa do Tour das Filipinas    | Ghader Mizbani      |
| 16 de abril   | UCI Asia Tour de 2012-2013 | Tour das Filipinas                | Ghader Mizbani      |
| 26 de maio    | UCI Asia Tour de 2012-2013 | 5ª etapa do Tour do Irão          | Ghader Mizbani      |
| 27 de maio    | UCI Asia Tour de 2012-2013 | Tour do Irão                      | Ghader Mizbani      |
| 2 de junho    | UCI Asia Tour de 2012-2013 | 1ª etapa do Tour de Singkarak     | Hossein Askari      |
| 6 de junho    | UCI Asia Tour de 2012-2013 | 5ª etapa do Tour de Singkarak     | Amir Kolahdozhagh   |
| 9 de junho    | UCI Asia Tour de 2012-2013 | 7ª etapa do Tour de Singkarak     | Mehdi Sohrabi       |
| 9 de junho    | UCI Asia Tour de 2012-2013 | Tour de Singkarak                 | Ghader Mizbani      |
| 9 de julho    | UCI Asia Tour de 2012-2013 | 3ª etapa da Volta ao Lago Qinghai | Mirsamad Pourseyedi |
| 20 de julho   | UCI Asia Tour de 2012-2013 | Volta ao Lago Qinghai             | Mirsamad Pourseyedi |
| 19 de agosto  | UCI Asia Tour de 2012-2013 | 2ª etapa do Tour de Borneo        | Mehdi Sohrabi       |
| 21 de agosto  | UCI Asia Tour de 2012-2013 | 4ª etapa do Tour de Borneo        | Ghader Mizbani      |
| 22 de agosto  | UCI Asia Tour de 2012-2013 | 5ª etapa do Tour de Borneo        | Mehdi Sohrabi       |
| 22 de agosto  | UCI Asia Tour de 2012-2013 | Tour de Borneo                    | Ghader Mizbani      |
| 3 de novembro | UCI Asia Tour de 2013-2014 | 2ª etapa do Tour de Ijen          | Mirsamad Pourseyedi |
| 5 de novembro | UCI Asia Tour de 2013-2014 | Tour de Ijen                      | Mirsamad Pourseyedi |

#### Campeonatos nacionais
| Datas       | Carreiras                     | Ganhador       |
| 23 de junho | Campeonato do Irão em estrada | Ghader Mizbani |

### 2014

#### Circuitos Continentais UCI
| Datas          | Circuito                   | Carreiras                          | Ganhador            |
| 2 de março     | UCI Asia Tour de 2013-2014 | 4.ª etapa do Tour de Langkawi      | Mirsamad Pourseyedi |
| 8 de março     | UCI Asia Tour de 2013-2014 | Tour de Langkawi                   | Mirsamad Pourseyedi |
| 23 de maio     | UCI Asia Tour de 2013-2014 | 4.ª etapa do Volta ao Japão        | Mirsamad Pourseyedi |
| 24 de maio     | UCI Asia Tour de 2013-2014 | 5.ª etapa do Volta ao Japão        | Ghader Mizbani      |
| 25 de maio     | UCI Asia Tour de 2013-2014 | Volta ao Japão                     | Mirsamad Pourseyedi |
| 21 de junho    | UCI Asia Tour de 2013-2014 | 5.ª etapa do Tour do Irão          | Ghader Mizbani      |
| 22 de junho    | UCI Asia Tour de 2013-2014 | Tour do Irão                       | Ghader Mizbani      |
| 7 de setembro  | UCI Asia Tour de 2013-2014 | 2.ª etapa do Tour do Leste de Java | Ghader Mizbani      |
| 7 de setembro  | UCI Asia Tour de 2013-2014 | Tour do Leste de Java              | Ghader Mizbani      |
| 19 de outubro  | UCI Asia Tour de 2013-2014 | 4.ª etapa do Tour de Ijen          | Mahdi Sohrabi       |
| 15 de novembro | UCI Asia Tour de 2013-2014 | 2.ª etapa do Tour de Fuzhou        | Mirsamad Pourseyedi |
| 16 de novembro | UCI Asia Tour de 2013-2014 | Tour de Fuzhou                     | Mirsamad Pourseyedi |

### 2015

#### Circuitos Continentais UCI
| Datas          | Circuito              | Carreiras                       | Ganhador            |
| 4 de fevereiro | UCI Asia Tour de 2015 | 4.ª etapa do Tour das Filipinas | Mirsamad Pourseyedi |
| 25 de março    | UCI Asia Tour de 2015 | 4.ª etapa do Tour de Taiwan     | Mirsamad Pourseyedi |
| 26 de março    | UCI Asia Tour de 2015 | Tour de Taiwan                  | Mirsamad Pourseyedi |
| 24 de maio     | UCI Asia Tour de 2015 | Volta ao Japão                  | Mirsamad Pourseyedi |
| 1 de junho     | UCI Asia Tour de 2015 | 5ª etapa do Tour do Irão        | Mirsamad Pourseyedi |
| 2 de junho     | UCI Asia Tour de 2015 | Tour do Irão                    | Mirsamad Pourseyedi |
| 5 de outubro   | UCI Asia Tour de 2015 | 3ª etapa do Tour de Singkarak   | Mehdi Sohrabi       |
| 6 de outubro   | UCI Asia Tour de 2015 | 4ª etapa do Tour de Singkarak   | Amir Kolahdozhagh   |
| 7 de outubro   | UCI Asia Tour de 2015 | 5ª etapa do Tour de Singkarak   | Behnam Maleki       |
| 10 de outubro  | UCI Asia Tour de 2015 | 8ª etapa do Tour de Singkarak   | Ahad Kazemi         |
| 15 de novembro | UCI Asia Tour de 2015 | 2ª etapa do Tour de Fuzhou      | Ahad Kazemi         |

#### Campeonatos nacionais
| Datas      | Carreiras                     | Ganhador      |
| 13 de maio | Campeonato do Irão em Estrada | Behnam Maleki |

### 2016
A equipa não obteve nenhuma vitória.